# Collodiscula
Collodiscula — рід грибів родини Ксиларієві (Xylariaceae). Назва вперше опублікована 1955 року.

## Види
База даних Species Fungorum станом на 18.11.2019 налічує 5 видів роду Collodiscula:
- Collodiscula bambusae Q.R.Li & J.C.Kang, 2015
- Collodiscula chiangraiensis Senan., Camporesi & K.D.Hyde, 2017
- Collodiscula fangjingshanensis Q.R.Li, J.C.Kang & K.D.Hyde, 2015
- Collodiscula japonica I.Hino & Katum., 1955
- Collodiscula leigongshanensis Q.R.Li, J.C.Kang & K.D.Hyde, 2015